# Lauriea
Lauriea è un genere di crostacei della famiglia dei Galatheidae.
Il genere è stato nominato nel 1971, da Keiji Baba, in onore di R. D. Laurie, che ha scoperto la prima specie.

## Tassonomia
Comprende le seguenti specie:
- Lauriea adusta Macpherson & Robainas-Barcia, 2013
- Lauriea crucis Macpherson & Robainas-Barcia, 2013
- Lauriea gardineri (Laurie, 1926)
- Lauriea punctata Macpherson & Robainas-Barcia, 2013
- Lauriea siagiani Baba, 1994
- Lauriea simulata Macpherson & Robainas-Barcia, 2013
- Lauriea teresae Macpherson & Robainas-Barcia, 2013